# David Folley
 (juillet 2012).
David Folley est un peintre anglais né le 15 juillet 1960 à Plymouth,. Son style de peinture a été inspiré par Paul Cézanne, Stanhope Forbes, Pablo Picasso, Francis Bacon et Roger Somville. Il s'intéresse également à « La théorie politique et l'interaction entre l'individu et la société ».

## Formation
En 2005 il a obtenu une licence de théologie, philosophie et beaux-arts à l'université d'Exeter, puis une maîtrise de théorie esthétique.

## Expositions
- 1994 The Royal Society of Portrait Painters, Londres
- 1995 Hannover Gallery, Liverpool[2]
- 1995 The Pastel Society, Londres
- 1995 The Loggia Gallery, Londres
- 1995 Plymouth Arts Centre
- 1995 S.T.E.R.T.S. Open
- 1996 Viewpoint Gallery, Plymouth Art College
- 2005 Dublin International Art Fair
- 2007 Edinburgh International Art Fair
- 2008 Barbican Theatre, Plymouth
- 2008 Joy of Paint, at Les Jardins de Bagatelle, Plymouth[1]
- 2008/9 The Wharf, Tavistock, Devon

## Comité artistique
- 2004 Endomol en Grande-Bretagne, Londres
- 1996 Trinity College, Cambridge
- 1998 Trinity College, Cambridge

## Lieux d'expositions
- 1996 St. Andrews Wickford, Essex
- 1996 Conseil municipal, Gdynia
- 1996 Conseil municipal Plymouth
- 1995 College of St. Mark and St. John, Plymouth